# Кърт Зоненфелд
Кърт Зоненфелд (на английски: Kurt Sonnenfeld) е американски фотограф, оператор на видеокамера, един от само четиримата официално наети фотографи на FEMA, на които е разрешено да снимат разрушенията след атаките на 11 септември 2001 година. Освен официалните видео материали, които предоставя на FEMA, той твърди, че има допълнителни около 22 часа видео и снимков материал, който доказва, че официалните власти в САЩ са знаели предварително за атаките, както и доказателства за естеството на срутването на кулите-близнаци.
След събитията той търси политическо убежище в Аржентина, като твърди, че е преследван от американското правителство заради материалите, които има за 9/11. От своя страна властите в САЩ твърдят, че е търсен от ФБР заради убийството на първата си жена, на 1 януари 2002 година. Днес той живее в Буенос Айрес, с втората си жена и двете си деца. Американското правителство иска неговото екстрадиране, но аржентинското правителство отказва. През 2009 година излиза неговата книга „Преследваният“ (El Perseguido).